# Церква Параскевії П'ятниці (Стоянів)
Церква Параскевії П'ятниці — українська дерев'яна трьохбанна церква, збудована у 1822 році в селі Стоянів Львівської області. До 1975 року стояла в центрі села, після чого її було перенесено до Музею народної архітектури і побуту «Шевченківський гай» у Львові.

## Історія
Починаючи від часів Першої Світової війни за цією церквою закріпилась назва "стара церква", яка використовується і по сьогоднішній день.
У 1970 році напередодні виборів до Верховної Ради УРСР, роз'їжджаючи по округу, кандидат у депутати Іван Грушецький прибув до Стоянова. Тут він звернув увагу на стареньку церкву, яка стояла біля нового будинку культури і висловив побажання, щоб вона не псувала вигляду.
Не зважаючи не те, що церква була пам'яткою архітектури, її хотіли знищити. Згодом, завдяки втручанню обласної організації Українського товариства охорони пам'яток історії та культури, обласна влада запропонувала забрати церкву до «Шевченківського гаю». 
Для перевезення церкви місцевий колгосп виділив 15 тисяч рублів. В 1975 році церква була розібрана і перевезена до музею, але її відновлення затягнулось на довгий час.
Лише у 1991 році завершено відтворення. Але споруда довго була закрита. Згодом церкву було реставровано. Зараз туристи мають змогу ознайомитися з церквою вповні, у храмі (у середу та неділю) проводять богослужіння.

## Опис
Церква належить до галицького типу дерев'яних культових споруд. За своїм силуетом, конструктивним вирішенням і планом вона близька до церков св. Параскеви у Крехові та Троїцької в Жовкві. 
Церква триверха. У плані складається з трьох квадратів, розташованих по осі й орієнтованих зі сходу на захід. До центрального зрубу нави прилягають з двох боків бабинець і вівтар. Кожен зруб завершується витягнутими догори банями, що увінчані глухими ліхтарями з маківками.
Бані влаштовані на дуже низьких восьмериках - підбанниках, які з'єднуються зі зрубами за допомогою парусів. Внизу церква оперезана піддашшям на кронштейнах. Стіни бані, крім нижньої частини, обшиті гонтом.